# Živalji
Živalji – wieś w Bośni i Hercegowinie, w Federacji Bośni i Hercegowiny, w kantonie zenicko-dobojskim, w gminie Kakanj. W 2013 roku liczyła 159 mieszkańców, z czego większość stanowili Boszniacy.